# Sen no Rikyū
Sen no Rikyū (千利休, également connu sous le nom de Sōeki), né à Sakai (région du Kansai) en 1522 et mort le 21 avril 1591 à Kyoto est un maître de thé japonais de l'école wabi (侘び).

## Biographie
Prénommé Yoshirō dans son enfance, fils d'un commerçant devenu samouraï sous le nom de Sen Yohyōei, il devient moine au temple Daitoku-ji et spécialiste du chanoyu, la cérémonie du thé japonaise.
Rapidement, il est l'une des figures marquantes du style wabi (« simple et sain »). À l'âge de 53 ans, en 1575, il entre au service du taikō (ja) (premier conseiller de l'empereur), Oda Nobunaga, comme maître de thé. Il fait créer le style de poterie raku par Chōjiro. Il sert à partir de 1583 son successeur, Hideyoshi Toyotomi.
En 1591, Hideyoshi aurait ordonné à Rikyū de se suicider par seppuku. Les raisons demeurent mystérieuses, et aucun document historique de l'époque ne permet de savoir ce qui s'est réellement passé. Trois hypothèses principales ont circulé[réf. nécessaire] : il aurait fait preuve d'avidité dans le commerce des ustensiles de thé ou aurait été dénoncé comme comploteur contre le taikō ; mais, plus probablement, il aurait maladroitement laissé ses disciples (ou des ennemis) lui ériger une statue que ces derniers auraient placée parmi les statues de rakan qui ornaient la porte de type sanmon du temple Daitoku-ji ou Nanzen-ji. Ces statues se trouvent en général au deuxième étage d'une telle porte. Si bien qu'en passant sous cette ouverture, Hideyoshi passait en même temps sous la statue de Rikyū — ce qui le mettait en position d'infériorité. Lorsqu'il aurait appris la nouvelle, il aurait donc été contraint, à son corps défendant, de demander à son maître de thé de se suicider.
Sen no Rikyū se suicide au Jurakudai ou au Daitokuji, et la statue qui lui avait valu la mort est décapitée (elle est longtemps exposée dans le Tattchū Ōbai du Daitoku-ji).
Un de ses premiers élèves, Yamanoue Sōji, est l'auteur du Yamanoue Soji-ki, un ouvrage historique sur l'art du thé compilant l'enseignement de Rikyū.
Yasushi Inoue fait de Sen no Rikyū un des personnages principaux de son roman Le Maître de thé (1981). le personnage principal, le moine Honkakubō, disciple de Rikyū, tente de percer les secrets du suicide de son maître.

## Hommages
- (5330) Senrikyu, un astéroïde découvert en 1990, a été baptisé ainsi en son honneur.

### Filmographie
- Ogin-sama (Mademoiselle Ogin) de Kinuyo Tanaka (1962).
- Sen no Rikyū (Mort d'un Maître de Thé) de Kei Kumai, avec Toshirō Mifune (1989).
- Rikyū de Hiroshi Teshigahara (1989).
- Hyōge Mono (2011).
- Rikyū ni tazuneyo de Mitsutoshi Tanaka (2013).